# 甲府名山
甲府名山（こうふめいざん）は、山梨県甲府市域内にあり、こうふ開府500年事業の一環として、平成31年(2019年)3月に山梨県甲府市が定めた25の山。
25とは、武田信玄公と二十四将にちなんだ数である。
公募によって投票された結果を元に、「甲府名山」選定委員会で審議し、以下の基準により25山が選定された。

## 選定基準
1. 信仰の対象となっている山
2. 武田氏関係の山城、狼煙台またはそれに類する伝承のある山
3. 山頂あるいは山麓に古墳が存在する山
4. 水源の山
5. 眺望の良い山

## 25山
1. 金峰山（きんぷさん）2,599m
2. 鉄山（くろがねやま）2,531m
3. 朝日岳（あさひだけ）2,579m
4. 升形山（ますがたやま）1,650m
5. 黒富士（くろふじ）1,633m
6. 鬼頬山（おにがわやま）1,516m
7. 太刀岡山（たちおかやま）1,295m
8. 羅漢寺山（らかんじやま）1,058m
9. 帯那山（おびなやま）1,422m
10. 興因寺山（こういんじやま）854m
11. 淡雪山（あわゆきやま）792m
12. 要害山（ようがいさん）780m
13. 片山（かたやま）665m
14. 八王子山（はちおうじやま）600m
15. 大蔵経寺山（だいぞうきょうじやま）716m
16. 湯村山（ゆむらやま）446m
17. 天狗山（てんぐやま）493m
18. 小松山（こまつやま）510m
19. 愛宕山（あたごやま）423m
20. 夢見山（ゆめみやま）439m
21. 大笠山（おおがさやま）548m
22. 滝戸山（たきどやま）1,221m
23. 三方分山（さんぽうぶんざん）1,422m
24. 五湖山（ごこやま）1,340m
25. 王岳（おうだけ）1,623m